# Academia Real de Marinha e Comércio
A Academia Real de Marinha e Comércio (1803-1837) foi uma instituição portuguesa de ensino superior, sedeada na cidade do Porto. Em 1837, foi transformada na Academia Politécnica do Porto, que é a génese das atuais faculdades de Ciências e de Engenharia da Universidade do Porto.

## História
A Academia Real de Marinha e Comércio foi criada em 29 de julho de 1803, na dependência da Companhia Geral da Agricultura das Vinhas do Alto Douro (CGAVAD), com o objetivo principal de formar os seus futuros quadros técnicos.
A ser criada, a nova Academia absorveu duas escolas já existentes anteriormente, a Aula de Náutica e a Aula de Desenho e Debuxo. A Aula de Náutica tinha sido criada em 1762, pelos grandes comerciantes do Porto, com o objetivo de formar oficiais de marinha para servirem na frota de navios da CGAVAD, sendo instalada no edifício do antigo Colégio de Nossa Senhora da Graça dos Meninos Órfãos. A Aula de Desenho e Debuxo havia sido criada também pela CGAVD, em 1779, para ministrar uma formação artística, saindo dali artistas famosos como é o caso de Vieira Portuense.
Na Academia da Marinha e Comércio seriam realizados os cursos de matemática, de pilotagem, de comércio, de desenho e de agricultura.
Para instalar a Academia, logo em 1803, foi projetado um novo edifício por José da Costa e Silva, a ser construído no local do antigo Colégio da Graça. No entanto, o projeto definitivo, seria realizado apenas em 1807, por Carlos Amarante. A construção do edifício iria prolongar-se por um longo período. Para ajudar ao seu financiamento, a Junta Administrativa da CGAVAD iria lançar o Subsídio Literário, um imposto sobre cada quartilho de vinho vendido no Porto e nas áreas de jurisdição da Companhia. Contribuiría também, para aquela construção, a Câmara Municipal do Porto. A conclusão total do edifício, depois de sucessivas alterações ao projeto original, só viria a ser realizada já em 1930, altura em que o mesmo era já ocupado pela Reitoria e pela Faculdade de Ciências da Universidade do Porto.
Na sequência da implantação definitiva do Regime Liberal em Portugal, em 1834, são extintos os monopólios e privilégios que a Companhia Geral de Agricultura do Alto Douro mantinha, passando a Academia de Marinha e Comércio para a tutela direta do Estado.
Em 1837, no âmbito da reforma do ensino levada a cabo por Passo Manuel, a Academia Real de Marinha e Comércio é extinta, sendo criada, em sua substituição, a Academia Politécnica do Porto. A Academia Politécnica herda o edifício, os professores e o ensino da antecessora, passando, no entanto, também a ministrar cursos de engenharia e preparatórios para os cursos da Escola do Exército.